# Drużynowe mistrzostwa Szwecji na żużlu
Drużynowe mistrzostwa Szwecji na żużlu – szwedzkie rozgrywki ligowe w sporcie żużlowym. Pierwsza edycja odbyła się w 1948 roku. Rozgrywki prowadzone są pod patronatem szwedzkiej federacji motocyklowej SVEMO. Obecnie liga dzieli się na cztery klasy rozgrywkowe: Elitserien (najwyższa), Allsvenskan oraz amatorskie Division 1 i Division 2. Tytuł Drużynowego Mistrza Szwecji na żużlu najczęściej zdobywała Getingarna Sztokholm (14 razy).

## Triumfatorzy
Lista klubów, które stawały na podium w lidze szwedzkiej na przestrzeni lat: